# Whisper Supremacy
Whisper Supremacy è il terzo album del gruppo canadese Cryptopsy, uscito nel 1998. È anche il primo disco senza Lord Worm alla voce, sostituito da Mike DiSalvo, cantante caratterizzato da una voce molto differente.

## Tracce
1. Emaciate – 5:01
2. Cold Hate, Warm Blood – 3:54
3. Loathe – 4:53
4. White Worms – 3:41
5. Flame to the Surface – 3:05
6. Depths You've Fallen – 3:58
7. Faceless Unknown – 3:19
8. Serpent's Coil – 3:18

## Formazione
- Mike DiSalvo - voce
- Jon Levasseur - chitarra
- Miguel Roy - chitarra
- Eric Langlois - basso
- Flo Mounier - batteria